# Golf Club Arosa
De  Golf Club Arosa is een Zwitserse golfclub in Arosa in het kanton Graubünden.

## Geschiedenis
De club werd in 1945 opgericht en had in het begin een 9 holesbaan, ontworpen door Donald Harradine. De baan werd in 2001 uitgebreid tot een 18 holesbaan met een par van 65.
De baan ligt op een hoogte van 1905 meter en is daarmee de hoogstgelegen 18-holes-baan van Europa. Hierdoor is de golfbaan maar enkele maanden per jaar geopend, meestal van eind mei tot half oktober.